# الزنبقة السوداء
الزنبقة السوداء هي حكاية شهيرة للمؤلف الفرنسي ألكسندر دوما، صدرت في عام 1850 ترك هذا الكاتب روايات تاريخية كثيرة كلها تشويق ومغامرات.
عرب القصة نافلة ذهب وأعدالرسوم دورتي ورهاني.بالقصة ثلاثة عشر جزءا.